# District de Võ Nhai
Võ Nhai est un district rural de la province de Thái Nguyên dans la région du Nord-est du Viêt Nam. 

## Géographie
La superficie du district est de 845 km2. 
Le chef-lieu du district est Đình Cả.